# Saturnie du chêne du Japon
Antheraea yamamai
Espèce
La Saturnie du chêne du Japon (Antheraea yamamai) est un lépidoptère (papillon) appartenant à la famille des Saturniidae, à la sous-famille des Saturniinae. C'est un papillon de nuit.
- Répartition : Ceylan, Inde, Japon, Yougoslavie, Autriche, Hongrie, Italie.

L’espèce a été introduite en France en 1855, sous le nom de Yama-maï, par Félix Édouard Guérin-Méneville (1799-1874), comme le ver à soie Tussah (Antheraea pernyi) et le bombyx de l'ailante (Samia cynthia), afin de trouver une espèce capable de remplacer le ver à soie atteint alors de pébrine.

## Illustrations

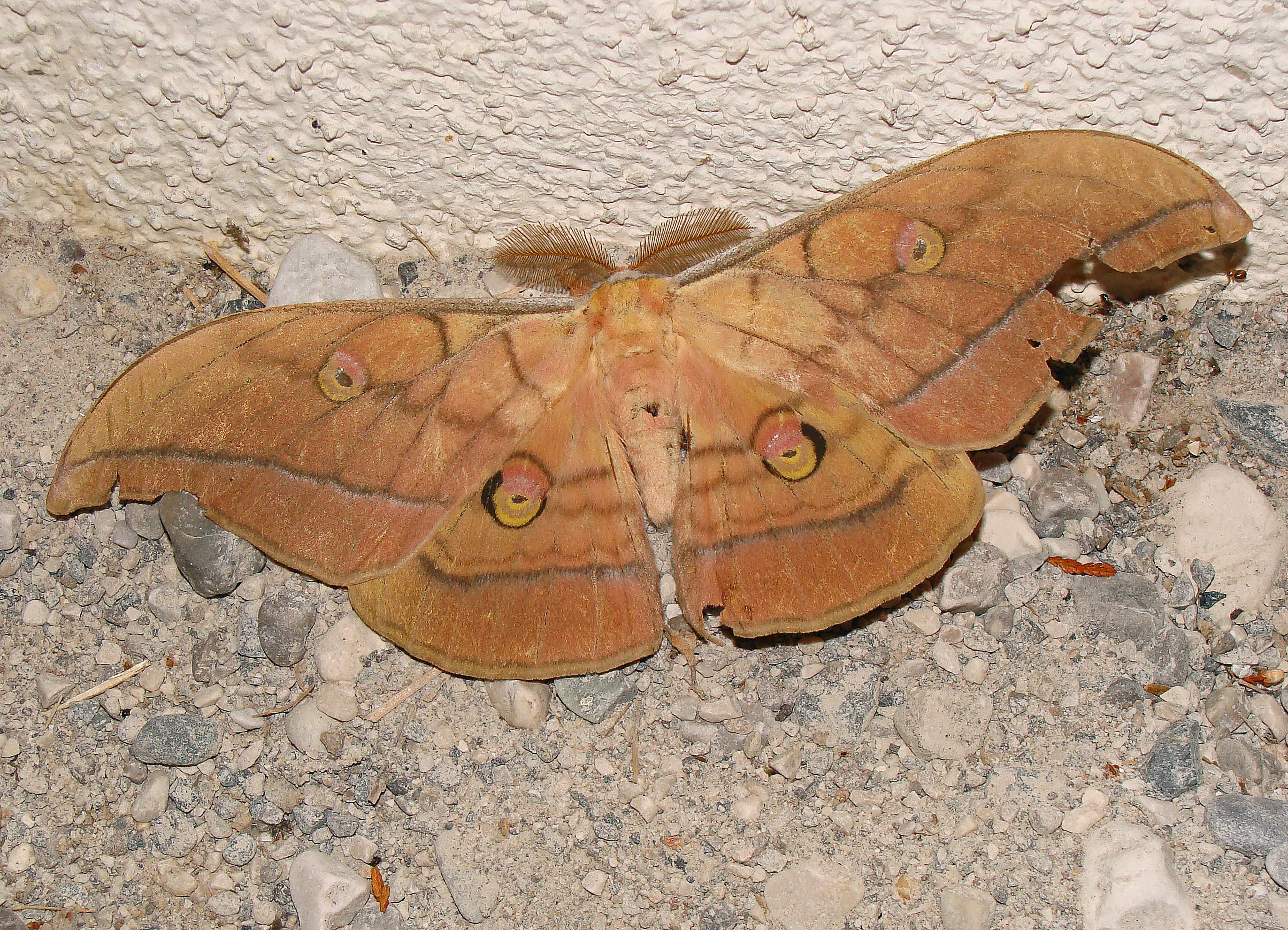
Antheraea yamamai photographiée à Monteaperta (Italie)
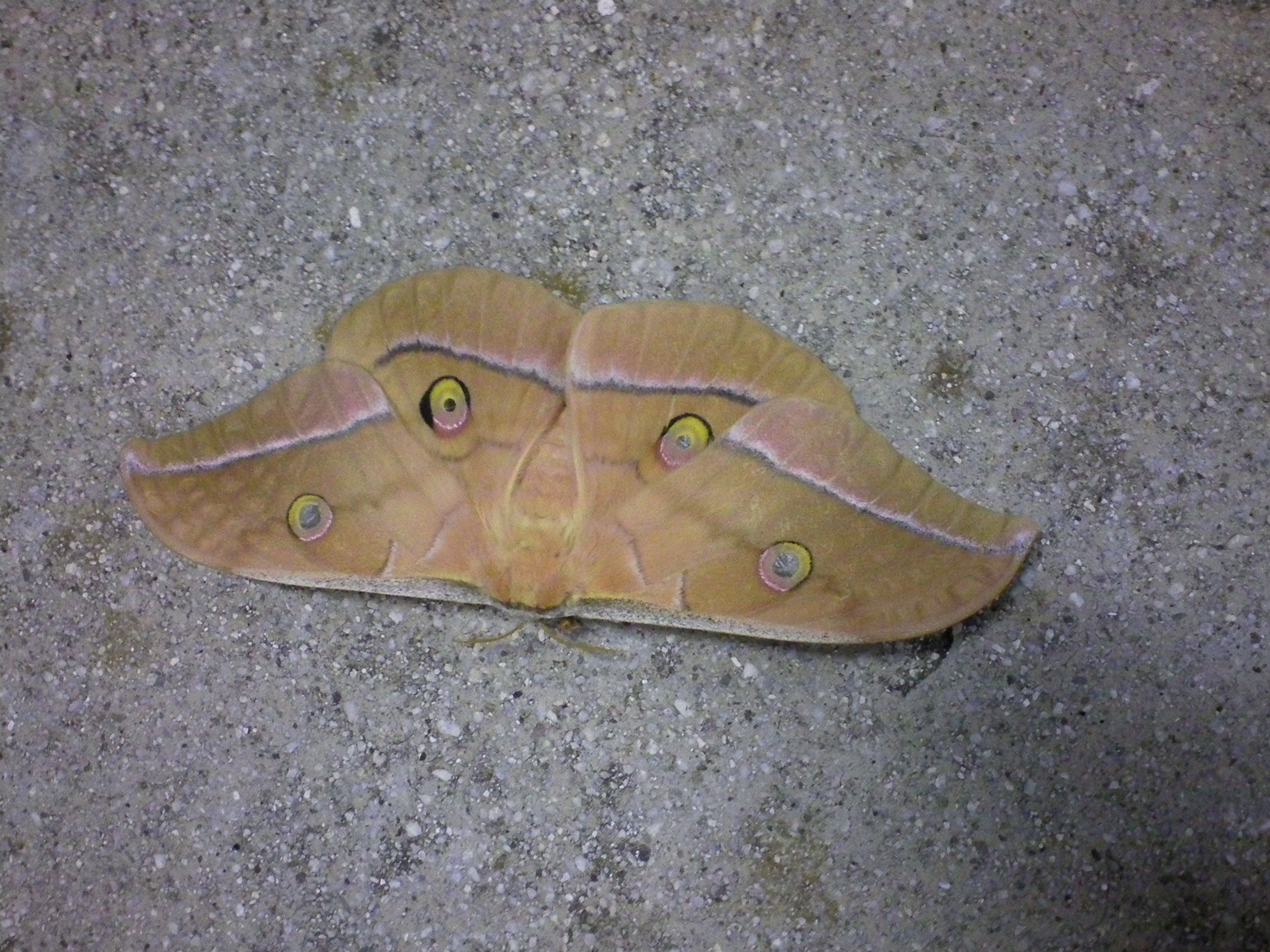
Antheraea yamamai photographiée à Monteaperta (Italie)

## Sources
- P.C. Rougeot, P. Viette, Guide des papillons nocturnes d'Europe et d'Afrique du Nord, Delachaux et Niestlé, Lausanne 1978.
- Giuliano Mainardi, Federico Sgobino, Farfalle ed altri insetti del Monte San Simeone, Bordano (Italie 1995).